# 贸易保护主义
贸易保护主义（英語：Protectionism）是一种为了保护本国產業免受国外竞争压力而对进口产品设定较高关税、限定进口配额或其它减少进口额的经济政策。它与自由贸易模式正好相反，后者使进口产品免除关税，让外国的产品可以与国内市场接轨，而不使它们负担国内制造厂商背负的重税。
贸易保护主义经常被人们与重商主义和进口替代联系起来。重商主义认为保持一个可观的贸易顺差对一个国家是很有利的。
取决于是否征收关税，贸易保护主义有两个分支：传统贸易保护主义（有意征收关税）和现代贸易保护主义（无意征收关税）。

## 特点
贸易保护主义有以下特点：
- 主要保护手段由关税转到非关税措施。一系列的国际贸易与关税谈判中形成的决议，大大降低了关税总水平，于是各国转而采取非关税措施来推行保护主义政策。这些措施灵活、隐蔽、限制性强，世界贸易总额一半以上受到各种非关税限制；
- 保护政策对产品的针对性越来越强，如对工业品限制减少和降低，但对农产品的保护却极少松动，对工业品中不同商品的限制也有很大差别；
- 实行保护政策所针对的国家和地区的区分加强了。一般地说一国总是针对自己直接、强劲的竞争对手加强保护主义政策，而对其他国家则适当放松。世界多数国家都是根据自己的国情和竞争对手的状况，分别采用自由贸易和保护主义政策，以期保护本国经济的持续发展，增强其在国际中的竞争力。
- 政府透過各式各樣的措施，保護本土產業，避免和外國直接競爭。例如實施配額來限制進口貨品的數量、實施關稅來提高進口貨品的價格。

## 历史

### 英国贸易保护主义
1651年，英国颁布《航海条例》，打击荷兰的国际航运优势。从1690年到1704年，为增加政府收入和报复同期法国的贸易保护主义政策，英国进口关税上涨4倍。1699年的《羊毛法》禁止殖民地向英国本土销售羊毛和羊毛制品；1732年《制帽法》禁止殖民地向英国本土销售帽子；1720年，英国议会通过法案，禁止进口和使用印度棉布。1750年的《冶铁法》禁止北美制造铁制品。到18世纪中期英国為維持及推動有利其領導的全球資本主義，才重新推动自由贸易。

## 抨擊
經濟學家普遍認爲，保護主義對經濟增長和經濟福利造成負面影響，而自由貿易和減少貿易壁壘一事對經濟增長有積極影響。然而，保護主義可以用來增加政府收入，並且確保其獲得知識產權，包括基本藥物。
保護主義經常受到經濟學家的抨擊，他們認爲它傷害了它旨在幫助的人。主流經濟學家提倡自由貿易。關於比較優勢的理論聲稱，自由貿易帶來的收益大於任何損失，原因是自由貿易所創造的就業機會多於它所破壞的就業機會，而且它允許各國專門生產它們具有比較優勢的貨物和服務。保護主義造成無謂的損失；這種對整體福利造成的損失不會給任何人帶來任何好處，這與自由市場不同，自由市場沒有這樣的總體損失。經濟學家斯蒂芬·P·麥吉（Stephen P.Magee）聲稱，自由貿易所帶來的好處與壞處之間的比例高達100:1。